# Ephesia grammata
De Ephesia grammata ('Efezische letters') zijn mystieke letters die naar verluidt op het standbeeld van Artemis van Efeze waren gekerfd. Ze circuleerden sinds de 5e eeuw v.Chr., maar de vroegste tekstuele bron (vloektabletten) stammen uit de 1e eeuw n.Chr. Ze werden vaak in rituelen gebruikt die kwaad moesten afweren (apotropaïsche magie). Dat kon zowel door de woorden uit te spreken als door ze op amuletten te gebruiken. De ephesia grammata zijn onbegrijpelijke woorden die men magische krachten toekende (voces magicae). 
Bekend zijn de volgende: askion kataskion lix tetrax damnameneus aision (of aisia). Volgens Menander weerden ze het kwaad af, indien ze werden uitgesproken als men rondom een pasgetrouwd koppel liep. Plutarchus (Moralia 706e) stelde dat de woorden demonen konden uitdrijven, en dat Croesus ze had gebruikt om te voorkomen dat hij zou verbranden op de vuurstapel. Naast literaire bronnen zijn de Ephesia grammata ook aangetroffen in de Griekse magische papyri.